# Cycles Clément

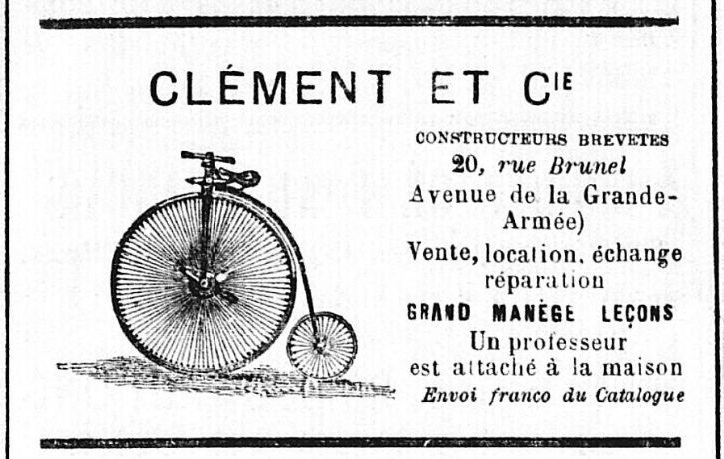
Publicité pour les cycles Clément dans la presse spécialisée, de 1881 à 1886.

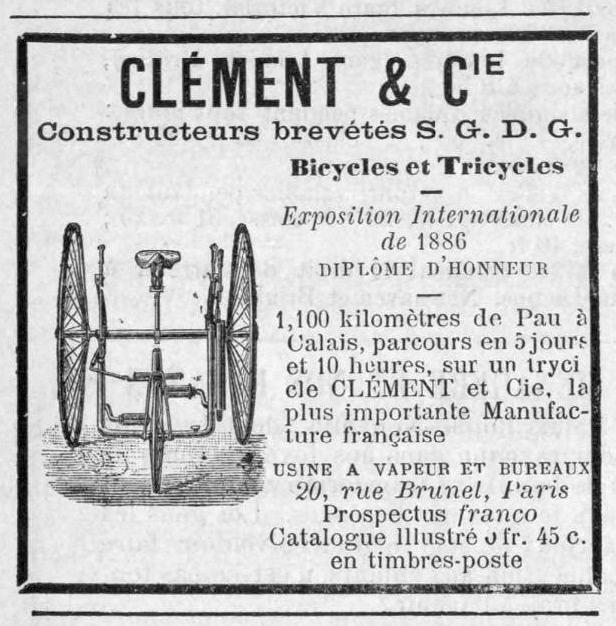
Publicité pour les cycles Clément dans la presse spécialisée à partir de 1886.

Cycles Clément était un fabricant de bicyclettes français créé par Adolphe Clément-Bayard. Les ateliers étaient situés au no 20 rue Brunel à Paris.

## Histoire
Un magasin de ventes est ouvert au no 31 rue du Quatre-Septembre à Paris.
En mars 1894, Clément fonde la Société des vélocipèdes Clément, dont il est le gérant jusqu'en 1896. La société se transforme alors en Clément-Gladiator, absorbant l'usine Gladiator au Pré-Saint-Gervais.
En 1894, la société employait 400 ouvriers.

Affiches illustrées fin de siècle
Clément & Cie tricycles bicycles, 1890.
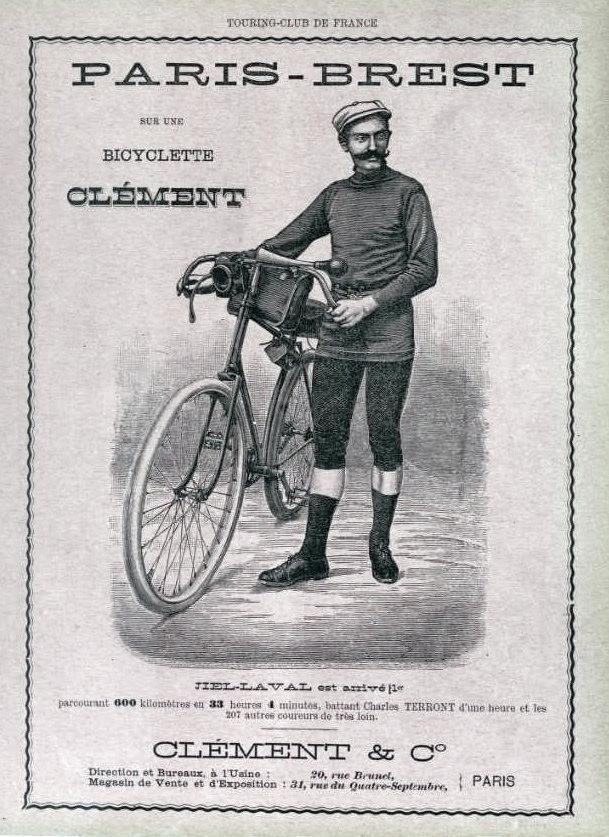
Jiel-Laval en 1891 (publicité de décembre 1892).
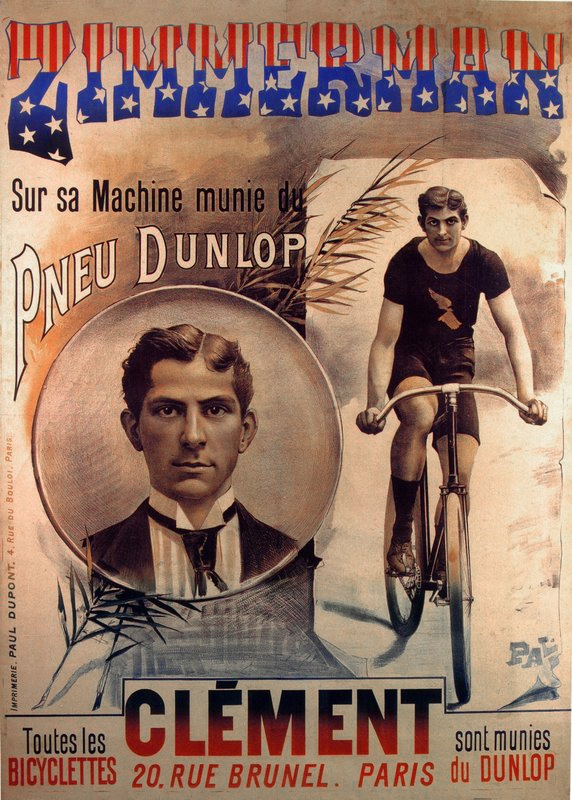
Zimmerman sur sa machine munie du pneu Dunlop, par Jean de Paleologu (1894).
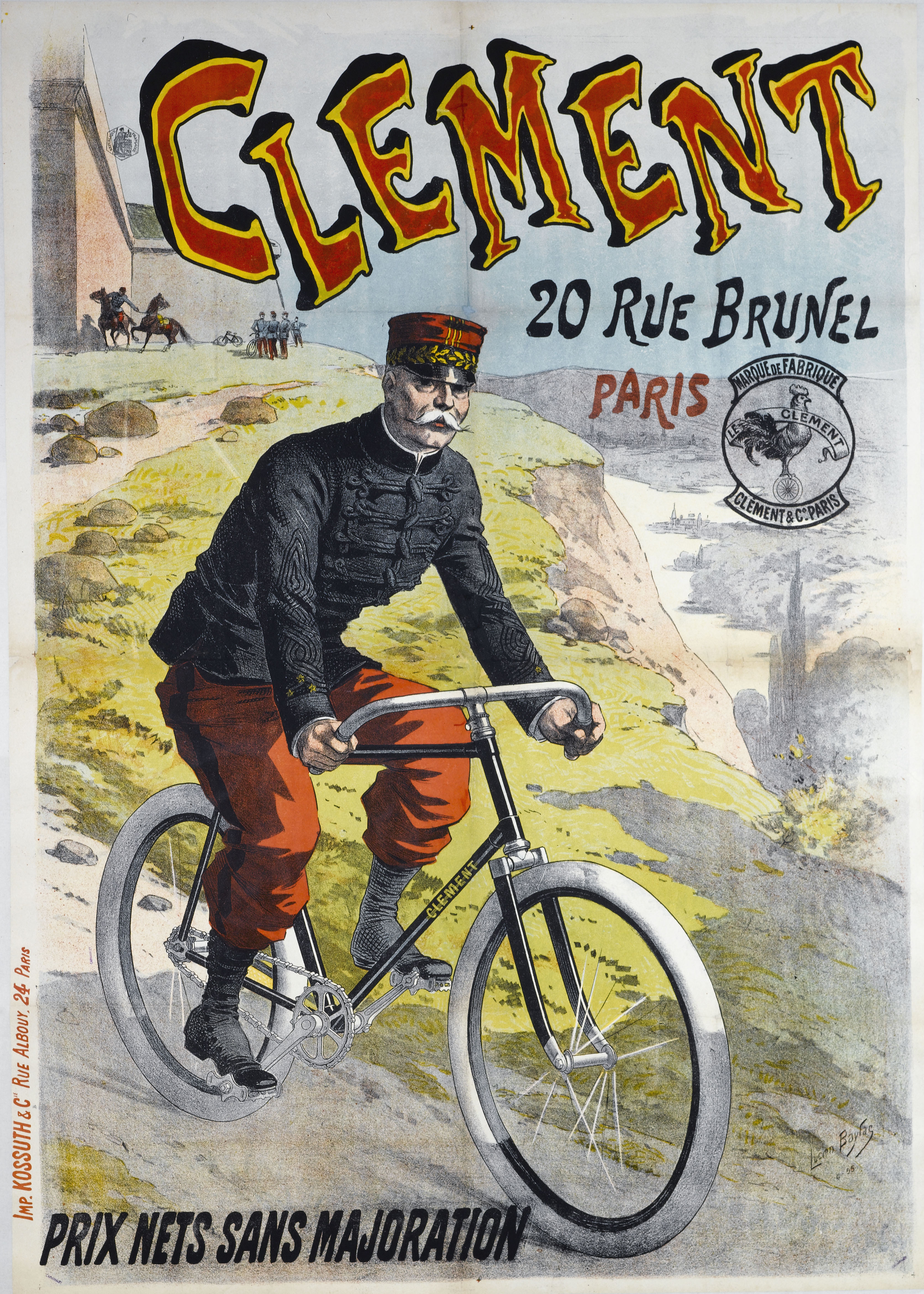
Clément, 20, rue Brunel, Paris, affiche de Lucien Baylac.

## Automobiles - Clément &Cie

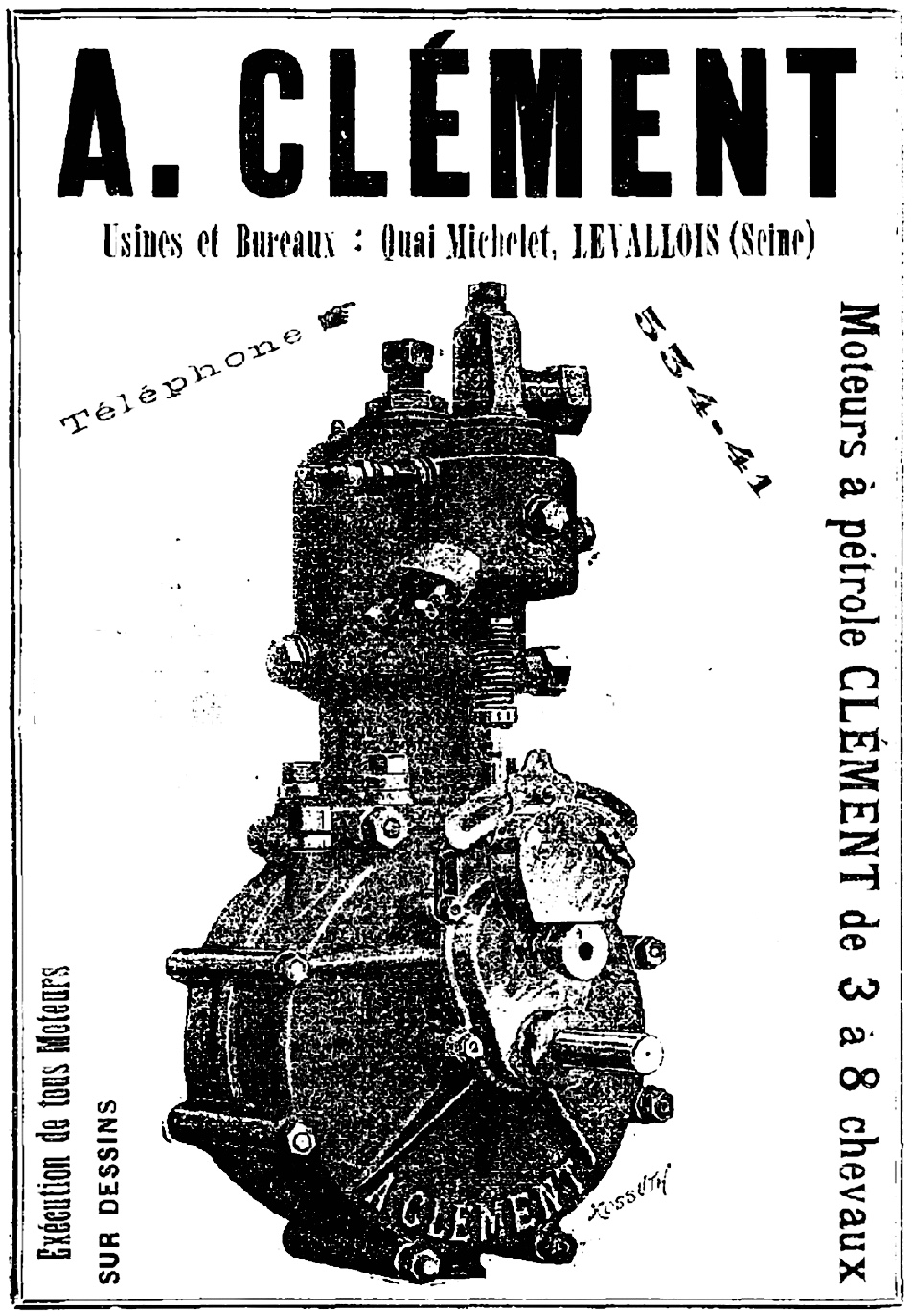
Clément (1900).

Adolphe Clément avait fondé l’entreprise à Paris en 1878, à l’origine pour la production de bicyclettes.
En 1898, la conception et la production d’automobiles commencent.
Il est donc nécessaire de s’installer à Levallois-Perret. 
La société Clément & Cie était rebaptisée Société Française des Cycles Clément et Gladiator en 1896. Pendant un certain temps, la société a également été dirigée par A. Clément.
Le nom de marque était Clément. La production s’est terminée en 1903. En octobre 1903, la société est rebaptisée S.A. des Établissements Clément-Bayard, et les véhicules sont désormais proposés sous le nom de Clément-Bayard. Clément choisit le nom de Bayard d’après Pierre Terrail de Bayard, chevalier de Bayard, chevalier du Moyen Âge de sa région. Les premiers véhicules étaient des tricycles. En 1897, une voiturette légère à une ou deux places est introduite. Il était équipé d’un moteur horizontal à deux cylindres refroidi par air qui entraînait l’essieu arrière via une chaîne. La transmission (à courroie) avait quatre rapports et permettait une vitesse allant jusqu’à 32 km/h. La Voiturette biplace pèse 250 kg. 
En 1898, des modèles Clément-De Dion avec des moteurs De Dion-Bouton sont ajoutés.
En 1899, le modèle Clément-Panhard, basé sur un dessin du designer Krebs pour Panhard & Levassor, mais qui n’est pas entré en production chez Panhard & Levassor. 
En 1900, un véhicule équipé d’un moteur deux cylindres refroidi à l’eau de 3 ch a été ajouté. Le véhicule à quatre roues pesait 400 kg et était équipé d’une boîte de vitesses à trois vitesses. Les vitesses réalisables dans les vitesses étaient les suivantes : 1re vitesse 8 km/h, 2e vitesse 16 km/h et 3e vitesse 32 km/h. La capacité du réservoir était de 22 litres. Le circuit de refroidissement avait une capacité de 15 litres.
En 1901, la 7 CV à moteur monocylindre suit.
1901 la 12 CV à moteur bicylindre.
1902 la 20 CV à moteur quatre cylindres.
La 9 CV suit en 1903.
En 1903, les 12 CV et 16 CV à quatre cylindres sont ajoutées.
La production s’est terminée en 1903. En octobre 1903, l’entreprise est rebaptisée S.A. des Établissements Clément-Bayard.